# Нейроны решётки
Нейроны решётки (англ. grid cells, от grid «(координатная) сетка, решётка»; есть различные варианты русскоязычного названия, варианты: «координатные нейроны», «клетки решётки», «решётчатые нейроны», «нейроны координатной сетки») — один из видов нейронов в энторинальной коре головного мозга млекопитающих. Нейроны решётки активируются, когда животное пересекает узлы воображаемой координатной сетки в пространстве, в котором оно находится. Сетка состоит из шестиугольников и похожа на пчелиные соты. Вместе с нейронами места, нейронами направления головы, нейронами границы и нейронами скорости нейроны решётки входят в систему, которая обеспечивает пространственную ориентацию животного. Эти нейроны поражаются при болезни Альцгеймера, одним из симптомов которой является потеря ориентации в пространстве.

## История
Нейроны решётки были открыты в 2005 году профессорами Эдвардом Мозером и Май-Бритт Мозер а также их учениками Торкелем Хафтингом (Torkel Hafting), Марианной Файхн (Marianne Fyhn) и Стурлой Молден (Sturla Molden) из Центра биологии памяти Норвежского университета естественных и технических наук.
За открытие нейронов пространства и нейронов места Джону О’Кифу, Эдварду Мозеру и Май-Бритт Мозер в 2014 году была вручена Нобелевская премия по физиологии или медицине.

## Характеристики
В отличие от нейронов места в гиппокампе, нейроны решётки имеют множественные области возбуждения с регулярными интервалами, которые разбивают окружающую среду на гексагональную структуру. Уникальные свойства этих нейронов таковы:
1. Нейроны решётки имеют области возбуждения, распределенные по всей окружающей среде (в отличие от нейронов места, области которых ограничены определенными регионами окружающей среды)
2. Области возбуждения организованы в гексагональную сетку
3. Области возбуждения, как правило, находятся на равном расстоянии друг от друга, так что дистанция от одной области возбуждения до шести остальных примерно одинакова (хотя при изменении размера окружающей среды, расстояние между полями может сжиматься или расширяться в разных направлениях)
4. Области возбуждения одинаково расположены, так что шесть соседних областей расположены примерно под углом 60 градусов